# Station Coolmine
Station Coolmine is een spoorwegstation in Coolmine in het Ierse graafschap Dublin. Het station ligt aan de lijn Dublin - Sligo en aan de Docklandslijn richting de M3. 
Het station wordt niet bediend door de intercity tussen Dublin en Sligo, maar alleen door de forensentreinen die rijden tussen Maynooth en Dublin en tussen de M3 en Dublin-Docklands. In de spits rijden twee treinen per uur, buiten de spits een per uur. De Docklandslijn rijdt alleen op werkdagen.
Het betrekkelijk nieuwe station heeft een park en ride functie met een grote parkeerplaats die 24 uur per dag is geopend. 